# Polystachya parviflora
Polystachya parviflora är en orkidéart som beskrevs av Victor Samuel Summerhayes. Polystachya parviflora ingår i släktet Polystachya och familjen orkidéer.
Artens utbredningsområde är São Tomé. Inga underarter finns listade i Catalogue of Life.